# Yabulai (socken i Kina, lat 39,64, long 103,08)
Yabulai (kinesiska: 雅布赖, 雅布赖苏木) är en socken i Kina. Den ligger i den autonoma regionen Inre Mongoliet, i den norra delen av landet, omkring 740 kilometer väster om regionhuvudstaden Hohhot.
Genomsnittlig årsnederbörd är 178 millimeter. Den regnigaste månaden är augusti, med i genomsnitt 44 mm nederbörd, och den torraste är december, med 1 mm nederbörd.